# Trichomyia teimosensis
Trichomyia teimosensis är en tvåvingeart som beskrevs av Freddy Bravo 2002. Trichomyia teimosensis ingår i släktet Trichomyia och familjen fjärilsmyggor. Inga underarter finns listade i Catalogue of Life.